# Angela Zilia
Angela Zilia (ur. 24 marca 1935 w Atenach, zm. 29 czerwca 2023 tamże) – grecka aktorka i piosenkarka.
Laureatka VI Międzynarodowego Festiwalu Piosenki w Sopocie w roku 1966. Zdobyła II nagrodę w dniu Międzynarodowym za piosenkę Oi mortez (muzyka Giorgos Mouzakis, słowa J. Joannidis, po polsku Cyganeria słowa Zbigniew Stawecki) i I nagrodę w Dniu Polskim za grecką interpretację piosenki Dzień niepodobny do dnia.
Piosenkę Cyganeria wykonywali później Anna German, Irena Santor i Kayah na Festiwalu w Sopocie w 1993 r.